# Aikens (Rennwagen)
Der Aikens war ein britischer Formel-3-Rennwagen der 1940er-Jahre.

## Geschichte
Frank Aikens baute 1946 eines der ersten britischen Fahrzeuge für die Formel 3, nach dem Zweiten Weltkrieg. Der Wagen hatte einen Triumph-Zweizylindermotor mit 500 cm³ Hubraum, ein Norton-Getriebe und basierte auf einem Fiat-Fahrgestell, das Aikens aus Italien importierte. Die Hinterachse wurde für einen Kettenantrieb modifiziert.
Aikens setzte das Fahrzeug noch 1948 bei Clubrennen in England ein.

## Konstrukteur
Aikens war ehemaliger RAF-Pilot, dessen einziger Mitarbeiter ein deutscher Kriegsgefangener war, der vor dem Zweiten Weltkrieg in seinem Heimatland als Rennmechaniker arbeitete. Die beiden machten aus dem kleinen Triumph-Motor eine brauchbare und leistungsfähige Maschine. Allerdings war das Cockpit so klein, dass der Fahrer die Knie dicht unter dem Kinn hatte. Der Wagen litt, wie viele seiner Zeit, am Mangel an Ersatzteilen und war nie zuverlässig. Aikens startete von 1949 bis 1951 auf Fahrzeugen anderer Konstrukteure. 